# Jean Rousseau (Musiker)
Jean Rousseau (* 1. Oktober 1644 in Moulins; † 1. Juni 1699 in Paris) war ein französischer Gambist und Musiktheoretiker.

## Leben
Rousseau kam um 1676 nach Paris, wo er zunächst bei dem Gambenbauer Michel Collichon (fl. 1666–1693) lebte. Wie Marin Marais wurde er Schüler von Monsieur de Sainte-Colombe und gehörte nach diesem, Nicolas Hotman und André Maugars zur zweiten Generation bedeutender französischer Gambenspieler. Während Marais und andere Instrumentalisten vor ihm in Diensten des französischen Königshofes standen, arbeitete Rousseau als Lehrer in Privathaushalten. Als Lehrer und als Theoretiker genoss er hohes Ansehen. Seine Lehrwerke Methode claire, certaine et facile pour apprendre à chanter la musique (frz. „Anschauliche, sichere und einfache Lernmethode, um Musik zu singen“, 1678) und Traité de la viole (1687) erschienen in mehreren Auflagen, die Methode auch außerhalb Frankreichs. Hier entwarf Rousseau ein System natürlicher und transponierender Modi. Als erster französischer Musiktheoretiker bezog er sich auf die Dur-Moll-Ordnung. Der Traité de la viole ist eine der ersten französischen Abhandlungen über die Viola da gamba. Er erschien ungefähr zur selben Zeit wie Le Sieur Danovilles L’Art de toucher le dessus et le basse de violle (1687). Die beiden Werke teilten das französische Gambenspiel in zwei gegensätzliche Schulen. Während Danovilles Schrift ein reines Lehrwerk über das Instrumentalspiel war, verfasste Rousseau neben einer Einführung in die Spieltechnik und einem Überblick über die Verzierungen auch eine Geschichte des Gambenspiels und beschrieb die Violeninstrumente der französischen Renaissancemusik. Der Traité gilt darum als eine der wichtigen Quellen des 17. Jahrhunderts zur Geschichte der Viola da gamba. Sein ästhetischer und technischer Zugang zur Gambe unterschied sich wesentlich von dem seiner Zeitgenossen. Während Instrumentalisten wie Monsieur Demachy die Verwandtschaft zur Laute hervorhoben und das polyphone Harmoniespiel vorzogen, betonte Rousseau die Nähe des Gambenklangs zur menschlichen Stimme (wie auch in der Moderne der Violoncelloklang mit ihr verglichen wird), zum Gesang und zum melodischen, schlichteren Spiel.

## Werke
- Methode claire, certaine et facile pour apprendre à chanter la musique. Reprint der 5. Auflage (Amsterdam 1720): Genf 1976
- Traité de la viole. Paris: Ballard 1687. Faksimile-Nachdruck hrsg. von Minkoff: Genf 1975 und Katzbichler: München/Salzburg 1980. ISBN 3-87397-105-4